# Groupe de NGC 7568
Le groupe de NGC 7568 est un trio de galaxies situé dans la constellation de Pégase. La distance moyenne entre ce groupe et la Voie lactée est d'environ 115,2 Mpc (∼376 millions d'al). 

## Membres
Le tableau ci-dessous liste les trois galaxies du groupe indiquées dans l'article d'Abraham Mahtessian paru en 1998
| Nom       | Class.        | Type           | α (J2000.0)      | δ (J2000.0)     | Vitesse radiale (km/s) | m          | Distance (Mpc) |     |
| --------- | ------------- | -------------- | ---------------- | --------------- | ---------------------- | ---------- | -------------- | --- |
| NGC 7548  | (R)SAB0^0?(r) | Lenticulaire   | 23h 15m 11.11s   | 25° 16′ 55.0″   | 7991 ± 6               | 13,3       | 112,7 ± 7,9    | 157 |
| NGC 7568  | S?            | Spirale        | 23h 16m 24.8949s | 24° 29′ 49.283″ | 8407 ± 7               | 13,6       | 118,8 ± 8,3    | 128 |
| UGC 12490 | SBa           | Spirale barrée | 23h 18m 38.355s  | 25° 13′ 58.229″ | 8090 ± 2               | 13,8 ± 0,6 | 56,6 ± 4,0     | 64  |

Le site DeepskyLog permet de trouver aisément les constellations des galaxies mentionnées dans ce tableau ou si elles ne s'y trouvent pas, l'outil du site constellation permet de le faire à l'aide des coordonnées de la galaxie. Sauf indication contraire, les données proviennent du site NASA/IPAC.